# Getting Even
Getting Even er en amerikansk stumfilm fra 1909 af D. W. Griffith.

## Medvirkende
- Billy Quirk som Bud
- Mary Pickford som Miss Lucy
- James Kirkwood som Jim Blake
- Edwin August
- Florence Barker